# Impfondo (stad)
Impfondo is een stad in het noordoosten van Congo-Brazzaville met ongeveer 20.000 inwoners. De stad is gelegen aan de Ubangi. Impfondo heeft een vliegveld, zij het zonder lijnverbindingen, en is via een veerboot verbonden met de hoofdstad Brazzaville en met de hoofdstad van de Centraal-Afrikaanse Republiek, Bangui. De stad vormt het administratief centrum van het gelijknamige district en de regio Likouala.
Sinds 2011 is Impfondo de zetel van een rooms-katholiek bisdom.